# Bandera del Soleràs
La bandera oficial del Soleràs té la descripció següent:
Bandera apaïsada de proporcions dos d'alt per tres de llarg, bicolor vertical blau clara i blanca, amb dos sols grocs de diàmetre de 5/22 de l'alçària del drap, centrats a la part blava, el de dalt a la meitat superior i el de baix a la inferior.

## Història
Es va aprovar el 3 de juliol del 1998 i es va publicar en el DOGC núm. 2688 el 24 de juliol del mateix any. Està basada en l'escut heràldic de la localitat.